# Jupp Heynckes
Josef „Jupp” Heynckes (Mönchengladbach, 1945. május 9. –) német labdarúgó, edző.
Játékosként a Borussia Mönchengladbachhal négy bajnoki címet és egy UEFA-kupát nyert. Az NSZK-val 1972-ben Európa-bajnoki, 1974-ben világbajnoki címet ünnepelt. Edzőként a Bayern München csapatát négyszer vezette bajnoki címre (1989, 1990, 2013, 2018). A Real Madriddal 1998-ban, a Bayern Münchennel pedig 2013-ban nyerte meg a Bajnokok Ligáját.

## Pályafutása

### Klubcsapatban
385 mérkőzést játszott a német Bundesligában, s 220 gólt szerzett . Az örökranglistán a harmadik helyen áll Gerd Müller (365 gól) és Klaus Fischer (268 gól) mögött.
Karrierjét 1964-ben a Borussia Mönchengladbachnál kezdte a másodosztályban. 1965-ben a klub feljutott a Bundesligába.
1967-ben eligazolt a Hannover 96-hoz és három évet töltött el ott. 1970-ben visszatért a Mönchengladbachba és ott játszott 1978-ig, pályafutása végéig.

### A válogatottban
39 meccsen játszott a nyugatnémet válogatottban és 14-szer lőtt gólt. 1972-ben megnyerte az Európa-bajnokságot az NSZK-val, ahol részt vett a 3-0-s győzelemmel zárult Szovjetunió elleni döntőben. Szintén részese volt az 1974-es labdarúgó-világbajnokságot megnyerő csapatnak.

### Edzőként
Edzőként több neves labdarúgó egyesület mestere volt. Azon kevés edzők közé tartozik, akik két különböző csapattal is UEFA-bajnokok ligáját tudtak nyerni: a Real Madridot '98-ban a Bayern Münchent 2013-ban vezette Európa csúcsára. A 2013-as évben történelmi triplázást vitt véghez a Bayern München edzőjeként, ami páratlan a német labdarúgás történelmében. Megnyerte az UEFA-bajnokok ligáját, a német labdarúgókupát és a Bundesligát. Triplázni a Bayernen kívül még hat csapatnak sikerült a labdarúgás hosszas történelmében.

## Sikerei, díjai

### Játékosként

#### Klub
- Borussia Mönchengladbach:
  - UEFA-kupa: 1974-75
  - Bundesliga: 1970–71, 1974–75, 1975–76, 1976–77,
  - Német kupa: 1972–73

#### Válogatott
- NSZK:
  - Világbajnokság: 1974
  - Európa-bajnokság: 1972

### Menedzserként
- Bayern München:
  - UEFA-bajnokok ligája: 2012-13
  - Bundesliga: 1988-89, 1989-90, 2012-13, 2017-18
  - Német kupa: 2012-13
  - Német szuperkupa: 1987, 1990, 2012
- Real Madrid:
  - UEFA-bajnokok ligája: 1997-98
  - Spanyol szuperkupa: 1997
- Schalke 04:
  - Intertotó-kupa: 2003, 2004
- Bambi-díj (2013)[14]

## Statisztikái

### Játékosként
| időszak         | Klub                | Meccs/Gól | Bajnokság                                          | Kupák |
| --------------- | ------------------- | --------- | -------------------------------------------------- | ----- |
| 1966-67 1970-78 | Bor.Mönchengladbach | 283 / 195 | Német bajnokság: 1971, 75, 76, 77 Német kupa: 1973 | 38    |
| 1967-70         | Hannover 96         | 86 / 25   |                                                    | 1     |
| 1967-76         | Németország         | 39 / 14   | Európa-bajnokság: 1972 világbajnokság: 1974        | 39    |

### A válogatottban
| Nyugat-Németország | Nyugat-Németország | Nyugat-Németország |
| Év                 | Pályára lépések    | Gólok              |
| ------------------ | ------------------ | ------------------ |
| 1967               | 2                  | 2                  |
| 1969               | 1                  | 0                  |
| 1970               | 3                  | 0                  |
| 1971               | 7                  | 0                  |
| 1972               | 6                  | 0                  |
| 1973               | 6                  | 3                  |
| 1974               | 6                  | 2                  |
| 1975               | 5                  | 4                  |
| 1976               | 3                  | 3                  |
| összesen           | 39                 | 14                 |

### Góljai a válogatottban
| #  | Dátum              | Helyszín                                       | Ellenfél      | Gól | Eredmény | Verseny                                        |
| -- | ------------------ | ---------------------------------------------- | ------------- | --- | -------- | ---------------------------------------------- |
| 1  | 1967. február 22.  | Wildparkstadion, Karlsruhe, Nyugat-Németország | Marokkó       | 4–1 | 5–1      | Barátságos mérkőzés                            |
| 2  | 1967. március 22.  | HDI-Arena, Hannover, Nyugat-Németország        | Bulgária      | 1–0 | 1–0      | Barátságos mérkőzés                            |
| 3  | 1973. február 14.  | Olympiastadion, München, Nyugat-Németország    | Argentína     | 1–3 | 2–3      | Barátságos mérkőzés                            |
| 4  | 1973. november 24. | Neckarstadion, Stuttgart, Nyugat-Németország   | Spanyolország | 1–0 | 2–1      | Barátságos mérkőzés                            |
| 5  | 1973. november 24. | Neckarstadion, Stuttgart, Nyugat-Németország   | Spanyolország | 2–0 | 2–1      | Barátságos mérkőzés                            |
| 6  | 1974. május 1.     | Volksparkstadion, Hamburg, Nyugat-Németország  | Svédország    | 1–0 | 2–0      | Barátságos mérkőzés                            |
| 7  | 1974. május 1.     | Volksparkstadion, Hamburg, Nyugat-Németország  | Svédország    | 2–0 | 2–0      | Barátságos mérkőzés                            |
| 8  | 1975. október 11.  | Rheinstadion, Düsseldorf, Nyugat-Németország   | Görögország   | 1–0 | 1–1      | 1976-os labdarúgó-Európa-bajnokság (selejtező) |
| 9  | 1975. november 19. | Neckarstadion, Stuttgart, Nyugat-Németország   | Bulgária      | 1–0 | 1–0      | 1976-os labdarúgó-Európa-bajnokság (selejtező) |
| 10 | 1975. december 10. | İnönü Stadı, Isztambul, Törökország            | Törökország   | 1–0 | 5–0      | Barátságos mérkőzés                            |
| 11 | 1975. december 10. | İnönü Stadı, Isztambul, Törökország            | Törökország   | 5–0 | 5–0      | Barátságos mérkőzés                            |
| 12 | 1976. február 28.  | Westfalenstadion, Dortmund, Nyugat-Németország | Málta         | 3–0 | 8–0      | 1976-os labdarúgó-Európa-bajnokság (selejtező) |
| 13 | 1976. február 28.  | Westfalenstadion, Dortmund, Nyugat-Németország | Málta         | 5–0 | 8–0      | 1976-os labdarúgó-Európa-bajnokság (selejtező) |
| 14 | 1976. október 6.   | Ninian Park, Cardiff, Wales                    | Wales         | 2–0 | 2–0      | Barátságos mérkőzés                            |

### Edzőként
| Időszak | Klub                     | Győzelmek                                                                       |
| ------- | ------------------------ | ------------------------------------------------------------------------------- |
| 1979–87 | Borussia Mönchengladbach |                                                                                 |
| 1987–91 | Bayern München           | Bundesliga győztes: 1989, 1990                                                  |
| 1992–94 | Athletic Club            |                                                                                 |
| 1994–95 | Eintracht Frankfurt      |                                                                                 |
| 1996–97 | CD Tenerife              |                                                                                 |
| 1997–98 | Real Madrid              | Bajnokok Ligája győztes 1998                                                    |
| 1999–00 | SL Benfica               |                                                                                 |
| 2001–03 | Athletic Club            |                                                                                 |
| 2003–04 | Schalke 04               |                                                                                 |
| 2006–07 | Borussia Mönchengladbach |                                                                                 |
| 2009    | Bayern München           |                                                                                 |
| 2011–13 | Bayern München           | Bajnokok Ligája győztes: 2013 Bundesliga győztes: 2013 Német Kupa győztes: 2013 |
| 2017–18 | Bayern München           | Bundesliga győztes: 2018                                                        |

### Edzői statisztika
2018. június 30-án lett frissítve.
| Csapat                   | Nemzet   | –tól              | –ig                  | Mérleg     | Mérleg | Mérleg | Mérleg | Mérleg | Mérleg | Mérleg | Mérleg |
| M                        | GY       | D                 | V                    | Győzelem % | RG     | KG     | +/-    |        |        |        |        |
| ------------------------ | -------- | ----------------- | -------------------- | ---------- | ------ | ------ | ------ | ------ | ------ | ------ | ------ |
| Borussia Mönchengladbach | német    | 1979. július 1.   | 1987. június 30.     | 343        | 169    | 77     | 97     | 49.27  | 732    | 513    | +219   |
| Bayern München           | német    | 1987. július 1.   | 1991. október 8.     | 198        | 113    | 46     | 39     | 57.07  | 408    | 215    | +193   |
| Athletic Bilbao          | spanyol  | 1992. július 1.   | 1994. június 30.     | 82         | 34     | 20     | 28     | 41.46  | 120    | 103    | +17    |
| Eintracht Frankfurt      | német    | 1994. július 1.   | 1995. április 2.     | 34         | 12     | 10     | 12     | 35     | 44     | 45     | −1     |
| Tenerife                 | spanyol  | 1995. július 1.   | 1997. június 26.     | 104        | 44     | 27     | 33     | 42.31  | 173    | 136    | +37    |
| Real Madrid              | spanyol  | 1997. június 26.  | 1998. május 28.      | 53         | 26     | 15     | 12     | 49.06  | 92     | 55     | +37    |
| Benfica                  | Portugál | 1999. július 1.   | 2000. szeptember 20. | 48         | 27     | 8      | 13     | 56.25  | 84     | 54     | +30    |
| Athletic Bilbao          | spanyol  | 2001. július 1.   | 2003. június 17.     | 86         | 36     | 22     | 28     | 41.86  | 135    | 139    | −4     |
| Schalke                  | német    | 2003. június 17.  | 2005. szeptember 15. | 57         | 28     | 14     | 15     | 49.12  | 86     | 64     | +22    |
| Borussia Mönchengladbach | német    | 2006. július 1.   | 2007. január 31.     | 21         | 5      | 4      | 12     | 23.81  | 17     | 28     | −11    |
| Bayern München           | német    | 2009. április 28. | 2009. június 5.      | 5          | 4      | 1      | 0      | 80     | 12     | 5      | +7     |
| Bayer Leverkusen         | német    | 2009. június 5.   | 2011. június 30.     | 84         | 44     | 26     | 14     | 52.38  | 166    | 94     | +72    |
| Bayern München           | német    | 2011. július 1.   | 2013. június 26.     | 109        | 83     | 12     | 14     | 76.15  | 270    | 53     | +217   |
| Bayern München           | német    | 2017. október 9.  | 2018. június 30.     | 41         | 32     | 4      | 5      | 80     | 113    | 36     | +77    |
| összesen                 | összesen | összesen          | összesen             | 1265       | 657    | 286    | 322    | 51.94  | 2452   | 1540   | +912   |